# カーッライ＝ソンデルス・アンドラーシュ
カーッライ＝ソーンダース・アンドラーシュ、ハンガリーにおけるハンガリー語の発音ではカーッライ＝ソンデルス・アンドラーシュ （ハンガリー語: Kállay-Saunders András [ˈkɑ̈ːlːlɒiˈsondersˈɒndrɑ̈ːʃ]、英語: András Kállay-Saunders、カーライ＝ソーンダース、カーライ＝サンダースもしくはカーライ＝サウンダースとも、1985年1月28日 - ）は、ハンガリー系アメリカ人の歌手、ソングライター、プロデューサーである。2014年5月にデンマークのコペンハーゲンで開催されるユーロビジョン・ソング・コンテスト2014に、ハンガリー代表として出場し「Running」を歌う。

## 来歴
カーッライ＝ソーンダース・アンドラーシュはアメリカ合衆国・ニューヨークにて、ハンガリー人でモデルのカーッライ・カタリン（Kállay Katalin）と、アメリカ人でソウル歌手・プロデューサーのフェルナンド・ソーンダースの間に生まれる。母親のカーッライ・カタリンを通じて、ハンガリーの貴族カーッライ家の血を引く。
幼少期、父親のフェルナンド・ソーンダースは世界中をツアーしてルチアーノ・パヴァロッティ、ジェフ・ベック、ルー・リードといった著名な音楽家と舞台を共にしており、息子のアンドラーシュも父親に連れられてその様子をよく見ながら育った。フェルナンドはデトロイトにて自身が初めて歌った場所などを見せ、デトロイトの街を自らの音楽的ルーツとして息子に教え込んだ。
アンドラーシュは体調を崩した母方の祖母と共に過ごすためにハンガリーを訪れる。ハンガリー滞在中、同国の音楽タレント発掘番組・2010年版メガスターの挑戦者を募集するテレビ・コマーシャルを見て、応募を決意する
メガスターでは最終的に4位まで勝ち進み、その後ユニバーサル・レコードと契約しハンガリーに定住することになる。ユニバーサル・レコード契約下で2枚のシングル「Csak Veled」、「I Love You」が発売され、それぞれハンガリー・ビルボードのチャートにて7位、2位となる。2012年8月、スウェーデンのラッパー・レブスター、アメリカ合衆国のプロデューサー・DJペイン1との共作「Tonight」が発売され、ヒットチャートで4位の成果を挙げる。
2012年11月、ユニバーサル・レコードとの契約を解除してスウェーデンのレコード・レーベル、Today Is Vintageと契約を交わす。
2012年12月20日、シングル「My Baby」を発売、また同曲にてユーロビジョン・ソング・コンテスト2013のハンガリー代表選考を兼ねる音楽イベントア・ダルに出場する。大会では決勝まで勝ち進み決勝では審査員票50点満点中46点で最高順位を確保するが、視聴者票ではバイアレックスに敗れて優勝を逃した。優勝は逃したもののシングル「My Baby」はハンガリーのヒットチャートで首位を記録する2月8日には同曲のビデオ・クリップも発表される。
その後デビュー・アルバムの製作に取り組み、また翌年のユーロビジョン・ソング・コンテスト2014のハンガリー代表選考に挑むことを決意する。2014年のア・ダルでも決勝まで勝ち進み、2014年2月22日の決勝では審査員票、視聴者票の双方で最高順位を記録して優勝、ユーロビジョン・ソング・コンテスト2014のハンガリー代表となることが決まった。

## 私生活
2010年版メガスターの優勝者で歌手のトルヴァイ・レナータ・“レニ”と交際を続けている。